# Diana Dragutinović
Diana Dragutinović, cyr. Диана Драгутиновић (ur. 6 maja 1958 w Belgradzie) – serbska ekonomistka i nauczyciel akademicki, wiceprezes Narodowego Banku Serbii, w latach 2008–2011 minister finansów.

## Życiorys
Ukończyła w 1982 studia ekonomiczne na Uniwersytecie w Belgradzie, w 1984 uzyskała magisterium, a w 1993 doktorat. Podjęła pracę na macierzystej uczelni, w 1999 obejmując stanowisko profesorskie. Specjalizowała się w zagadnieniach z zakresu wzrostu gospodarczego oraz polityki pieniężnej. Gościnnie wykładała na uczelniach w Wielkiej Brytanii i Bułgarii. Opublikowała m.in. kilkanaście pozycji monograficznych.
W latach 2001–2002 była doradcą w ministerstwie finansów, następnie do 2004 pełniła funkcję doradcy w Międzynarodowym Funduszu Walutowym. W 2004 objęła stanowisko wiceprezesa serbskiego banku centralnego. W lipcu 2008 została ministrem finansów w rządzie Mirka Cvetkovicia. Urząd ten sprawowała do marca 2011. Powróciła następnie na funkcję wiceprezesa Narodowego Banku Serbii.